# José Ortiz de Zevallos
José Bernardo Ortiz de Zevallos y Vidaurre, VII marqués de Torre Tagle (Chorrillos, 13 de febrero de 1878-Lima, 1958), fue un abogado y diplomático peruano. Fue ministro plenipotenciario del Perú en Paraguay y Suecia.

## Biografía
Nacido en 1878 en Chorrillos, Lima, fue hijo de Ricardo Ortiz de Zevallos y Tagle, VI marqués de Torre Tagle, y Carmen Vidaurre y Panizo. De lado paterno, era nieto de Manuel Ortiz de Zevallos y bisnieto de José Bernardo de Tagle, segundo presidente del Perú. Era hermano de Ricardo, Emilio y Gonzalo Ortiz de Zevallos y Vidaurre.
Realizó su educación escolar en liceos franceses y cursó estudios superiores en las facultades de Jurisprudencia y Ciencias Políticas y Administrativas de la Universidad Mayor de San Marcos, de la que se graduó en 1904. Dedicado al ejercicio privado de la abogacía, fue representante de importantes empresas y entidades entre ellas de la W. R. Grace & Co. y de la legación francesa. 
En 1919, rehabilitó en su persona el marquesado de Torre Tagle. Casado con la chilena Elena Zañartu Cavero, tuvo tres hijos.
Luego de ser miembro del Concejo Municipal de Lima, de dedicó a la actividad diplomática. En 1933, el gobierno de Benavides lo designó ministro plenipotenciario en Paraguay y, en 1936, fue transferido a Suecia, donde permaneció por cerca de diez años. Desde 1938 miembro oficial del servicio diplomático, desempeñó cargos en la Cancillería hasta su retiro.

## Publicaciones
- Correspondencia de San Martín y Torre Tagle entre 1820 y 1822. 1936